# زرنة (راز)
زرنة (بالفارسية: زرنه) هي قرية تقع في إيران في قسم راز الريفي. يقدر عدد سكانها بـ 118 نسمة بحسب إحصاء 2016.